# Мамаєв Юрій Ігорович
Юрій Мамаєв (рос. Ю́рий И́горевич Мама́ев; нар. 3 лютого 1984, Омськ, СРСР) — російський футболіст, півзахисник литовського клубу «Тракай».

## Клубна кар'єра
До переїзду в Німеччину футболом займався в своєму рідному Омську. У Німеччині грав у футбольній академії «Штутгарта», а також за «Штутгарт II» і «Зонненгоф Гросашпах». У 2006 році повернувся в Росію. З «Шинником» і «Тереком» грав у Прем'єр-лізі. У 2008 році підписав контракт з одеським «Чорноморцем», але, провівши лише одну гру в кубку 14 вересня проти «Оболоні» (0:1), залишив клуб. 2009 рік провів у «Луч-Енергії». З 2010 року виступав за «Балтику». На початку 2012 року поповнив ряди Даугавпілського «Даугави», після чого в серпні повернувся в «Промінь-Енергії». Взимку 2013 року підписав контракт з «Петротрестом». Влітку того ж року виїхав грати у Польщу, де захищав кольори клубу «Вігри». З 2014 року грає в литовському «Тракаї».
У РФПЛ провів 21 матч, забив 1 м'яч.
У Лізі Європи провів 6 матчів.

## Досягнення
- А-ліга (Литва)
  -  Срібний призер (2): 2015, 2016

- Кубок Литви
  -  Фіналіст (1): 2015/16

- Латвійська футбольна Вища ліга
  -  Чемпіон (1): 2012

- Першість Футбольної Національної Ліги
  -  Чемпіон (1): 2007

## Особисте життя
Одружений. У травні 2012 року народився син.